# Relaciones México-Samoa
Las naciones de México y Samoa establecieron relaciones diplomáticas en 2008. Ambas naciones son miembros de las Naciones Unidas.

## Historia
México y Samoa establecieron relaciones diplomáticas el 21 de octubre de 2008. Después del establecimiento de relaciones diplomáticas, México acreditó a su embajador residente en Nueva Zelanda ante el Gobierno de Samoa. 
En noviembre de 2010, el primer ministro de Samoa Tuila'epa Sailele Malielegaoi realizó una visita a México para asistir a la Conferencia de las Naciones Unidas sobre el Cambio Climático celebrada en Cancún. En noviembre de 2011, ambas naciones firmaron un Acuerdo para el Intercambio de Información en Materia Tributaria. En enero de 2012, Rosaura Leonora Rueda Gutiérrez se convirtió en la primera embajadora mexicana en presentar credenciales a O le Ao o le Malo Tuiatua Tupua Tamasese Efi.
En septiembre de 2014, una delegación mexicana encabezada por la Representante Permanente Adjunta de México ante las Naciones Unidas, Yanerit Morgan Sotomayor, asistió a la Tercera Conferencia Internacional sobre los Pequeños Estados Insulares en Desarrollo celebrada en Apia, Samoa.
En 2015, México abrió un consulado honorario en Apia. Desde 2017, el gobierno mexicano ofrece cada año becas a los ciudadanos de Samoa para estudiar estudios de posgrado en instituciones de educación superior mexicanas.
En 2024, ambas naciones celebraron 16 años de relaciones diplomáticas.

## Visitas de alto nivel
Visitas de alto nivel de México a Samoa
- Representante Permanente Adjunta ante las Naciones Unidas Yanerit Morgan Sotomayor (2014)

Visitas de alto nivel de Samoa a México
- Primer ministro Tuila'epa Sailele Malielegaoi (2010)

## Comercio
En 2024, el comercio entre México y Samoa ascendió a $2.2 millones de dólares. Las principal exportación de México a Samoa incluyen candados y cerraduras de metal base, herramientas, aparatos y dispositivos electrónicos, artículos de plásticos, papel, remolques y semirremolques para cualquier vehículo. Las principales exportaciones de Samoa a México incluyen teléfonos y teléfonos móviles, aparatos eléctricos, construcciones prefabricadas, productos laminados de hierro o acero, y partes y accesorios de vehículos automotores.  No se tiene registro de inversiones mexicanas en Samoa.

## Misiones diplomáticas
- México está acreditado ante Samoa a través de su embajada en Wellington, Nueva Zelanda y mantiene un consulado honorario en Apia.[8]
- Samoa no tiene una acreditación para México.